# Acrophragmis
Acrophragmis — рід грибів. Назва вперше опублікована 1970 року.

## Класифікація
До роду Acrophragmis відносять 4 види:
- Acrophragmis canadensis
- Acrophragmis coronata
- Acrophragmis laevispora
- Acrophragmis reisingeri